# Retrato de uma Jovem (Ghirlandaio)
Retrato de uma Jovem, ou  Ritratto di Giovane Donna, em italiano, é uma pintura a têmpera sobre madeira do pintor italiano da Renascença Domenico Ghirlandaio, pintado cerca de 1490, com 44 cm × 32 cm de dimensão, e que se encontra actualmente no Museu Calouste Gulbenkian, em Lisboa.

## Descrição
A personagem retratada nesta tábua lembra as figuras da família Sassetti pintadas a fresco pelo artista para a  Capela Sassetti da Igreja da Santa Trindade, em Florença. Traja à moda florentina da época com sobreposição de indumentária ajustada ao corpo e decote enfeitado por colar de coral.
As representações femininas de Ghirlandaio, como as de Botticelli, estão sujeitas a um compromisso estético que privilegia a estilização idealista e a unidade decorativa do conjunto, numa época em que se assiste à difusão do retrato entre a burguesia e ao gosto pela caracterização realista da figura. O delicado equilíbrio da forma e a harmonia das associações cromáticas deixam adivinhar a aspiração a um ideal de ordem como princípio de composição. Este fenómeno corresponde a uma tendência generalizada de humanização da arte. Belo exemplo das representações do Quatrocento, a personagem apresenta a cabeça voltada a três quartos, sobre fundo neutro, de acordo com prática anterior à introdução de paisagem em segundo plano. O corte situa-se um pouco abaixo dos ombros e o rosto, embora tratado sem excessiva atenção ao detalhe, manifesta uma procura de figuração naturalista, uma vontade, como já foi dito, de “fazer verdadeiro”.

## História recente
De acordo com a página do Museu Gulbenkian, foram os seguintes os proprietários conhecidos da obra: Conde Savonelli, Roma, 1860; George Spiridon, 1860-1887; Joseph Spiridon, Paris, 1887-1929; venda por Joseph Spiridon a Cassirer & Helbing, em Berlim, a 31 de maio de 1929. Adquirida por Calouste Gulbenkian por intermédio de Duveen a Arthur Julius Goldschmidt, em junho de 1929.